# Caroline de Barrau de Muratel
Pour les articles homonymes, voir Barrau.
Caroline Françoise Sophie de Barrau de Muratel, née Caroline Françoise Sophie Coulomb le 3 septembre 1828 à Eaubonne (Val-d'Oise) et morte le 18 décembre 1888 dans le 16e arrondissement de Paris, est une éducatrice, féministe, femme de lettres et une philanthrope française du XIXe siècle.

## Biographie
Caroline Françoise Coulomb naît dans une famille de riches banquiers. En 1848, elle épouse David-Maurice Armand de Barrau de Muratel, membre d'une famille noble protestante établie à Castres. Il est alors attaché d'ambassade, mais quitte presque aussitôt la carrière pour se retirer sur son vaste domaine dans le Tarn, à la Sabartarié, dans la commune de Viviers-les-Montagnes dont il devient maire puis au Montagnet dans la commune de Sorèze. Le couple habite d'abord dans le département du Tarn puis à Paris, au moment de son décès au no 9 de la rue Bassano (8e).
Après avoir fait de hautes études, elle s'engage dans le domaine de l'éducation des jeunes filles, la protection des jeunes femmes cherchant du travail à Paris et la situation des femmes en prison.
Directrice de l'Œuvre des libérées de Saint-Lazare, elle fonde l'Union française pour la défense et la tutelle des enfants abandonnés, délaissés et maltraités.

« Novatrice en éducation, féministe presque avant la lettre, cosmopolite par sympathie universelle, Caroline de Barrau fut en même temps patriote jusqu'à l'héroïsme. Aux temps les plus sombres de la guerre franco-allemande, elle transforma en ambulance son château du Montagnet, et y soigna quarante blessés qu'elle était allée chercher elle-même sur les champs de bataille de la Loire. »

Caroline de Barrau de Muratel a écrit plusieurs ouvrages sur la condition des femmes et celle des enfants.

## Œuvres
- La Mission de la femme et son rôle dans l'éducation religieuse de l'enfance (correspondance avec le pasteur Louis Leblois),
- La Femme et l'Éducation
- Étude sur le salaire du travail féminin à Paris
- Les Femmes de la campagne à Paris
- Elisa Lemonnier, fondatrice de la Société pour l'enseignement professionnel des femmes